# Sommarlandskap
Sommarlandskap är en oljemålning från 1873 av den svenske konstnären Edvard Bergh. Målningen tillhör Nationalmuseum i Stockholm sedan 1935 efter en gåva i enlighet med fröken Elin Anderssons testamente.
Bergh blev en av de mest inflytelserika landskapsmålarna i Sverige efter 1800-talets mitt, bland annat genom att se till att Konstakademien fick en särskild utbildning i genren. Inledningsvis var han trogen Düsseldorfskolans dramatiska och mörka landskap. Men med tiden utvecklade han ett mer ljust och realistiskt måleri baserat på noggranna observationer av naturen. Sommarlandskap är kanske hans främsta verk från denna tid. Trots de realistiska detaljerna framstår naturen som en närmast overklig idyll, som länge var en sinnebild för det mellansvenska landskapet.